# Zbąszyń
Zbąszyń (prononciation : [ˈzbɔ̃ʂɨɲ] ; en allemand : Bentschen) est une ville polonaise du powiat de Nowy Tomyśl dans la voïvodie de Grande-Pologne. Elle est le siège administratif de la gmina de Zbąszyń.

## Géographie
La ville est située tout à l'ouest de la voïvodie de Grande-Pologne, à la limite avec la voïvodie de Lubusz et ses vastes forêts. La ville est traversée par l'Obra, un affluent important de la Warta (elle-même affluent de l'Oder). Zbąszyń est également bordée par le lac Błędno, d'une superficie de 742,5 hectares.
Zbąszyń se trouve à environ 17 kilomètres au sud-ouest de Nowy Tomyśl, siège du powiat, et à 70 kilomètres à l'ouest de Poznań, capitale de la voïvodie.

## Histoire
La première mention de la ville date de 1231 lorsque la région faisait partie du duché de Grande-Pologne sous le règne de la maison Piast. Zbąszyń acquiert ses droits municipaux avant 1311, elle est ainsi considérée l'une des plus anciennes villes de Pologne. En 1393, le roi Ladislas II Jagellon céda le domaine à la famille noble Nałęcz. La ville se trouvait près de la frontière avec la Basse-Silésie au sud-ouest. 
Au XVIIe siècle, il y eut une arrivée importante de populations germanophones. À la suite du deuxième partage de la Pologne en 1793, la ville passe sous autorité prussienne et est administrée par la province de Prusse-Méridionale. Après les guerres napoléoniennes, Zbąszyń/Bentschen fait partie du territoire du grand-duché de Posen, puis de la Posnanie dans l'arrondissement de Meseritz. En 1871, la ville fait partie de l'Empire allemand.
Conformément aux dispositions du traité de Versailles, elle redevient polonaise après la Première Guerre mondiale. Peu tard, la nouvelle ville de Neu Bentschen (Zbąszynek) est fondée du côté allemand de la frontière.
En 1938, la ville compte 5400 habitants, avec une minorité d’Allemands (360) et 52 juifs.
Avec la crise économique des années 1930, la plupart des pays ne souhaitent pas  voir revenir leurs émigrés. La Pologne déclare que les passeports de ses ressortissants qui ne seront pas visés avant le 31 octobre seront considérés comme invalides. L’Allemagne nazie réagit en déclenchant la Polenaktion, en octobre 1938, provoque le déplacement forcé de 17000 Juifs, dont 6100 à 12 000 à Zbąszyń les 28/29 octobre. Les SS mènent les Juifs du train à la frontière, abattant ceux qui traînent. Ces expulsés d’Allemagne ne peuvent entrer en Pologne, et restent donc dans le no man's land ; de désespoir, plusieurs suicides ont lieu. Finalement, la Pologne ouvre sa frontière, mais interdit aux réfugiés de dépasser Zbaszyn. Chacun s’abrite comme il peut, à la gare, chez des amis, dans la rue. L’assistance s’organise : après que le gouvernement polonais ait fourni des étables comme abri, la population locale vient aussi apporter son soutien ; un camion de pain arrive de Poznań ; Emanuel Ringelblum et Yitzhak Gitterman, du Joint Distribution Committee (JDC), arrivent le 30 octobre. Le minotier Grzybowski ouvre également ses bâtiments. L’interdiction de quitter la ville mène à des protestations, certains la quittant clandestinement. Fin novembre, il reste environ 4000 réfugiés à Zbaszyn, quand le gouvernement polonais décide de fermer le camp progressivement, permettant aux hébergés-internés de quitter la ville.
La famille de Herschel Grynszpan se trouve parmi les réfugiés coincés entre les deux pays, et le prévient par courrier. Très en colère, il décide alors d’abattre à Paris, le 7 novembre, le secrétaire d'ambassade d'Allemagne, Ernst vom Rath. Parmi les autres conséquences, se trouve la formation du comité général juif d’aide pour les réfugiés juifs d’Allemagne en Pologne, issu du JDC, dès le 4 novembre.
Après la campagne de Pologne de 1939, la ville est incorporée dans le Reichsgau Wartheland.
Vers la fin de la Seconde Guerre mondiale en 1945, elle est conquise par l'Armée rouge et à nouveau rattachée à la république de Pologne. La population germanophone restante est expulsée. De 1975 à 1998, la ville faisait partie du territoire de la voïvodie de Zielona Góra. Depuis 1999, la ville fait partie du territoire de la voïvodie de Grande-Pologne.

## Monuments
- l'église de l'Assomption, construite au XVIIIe siècle ;
- les ruines du château, avec son châtelet d'entrée datant du XVIe siècle et XVIIe siècle.

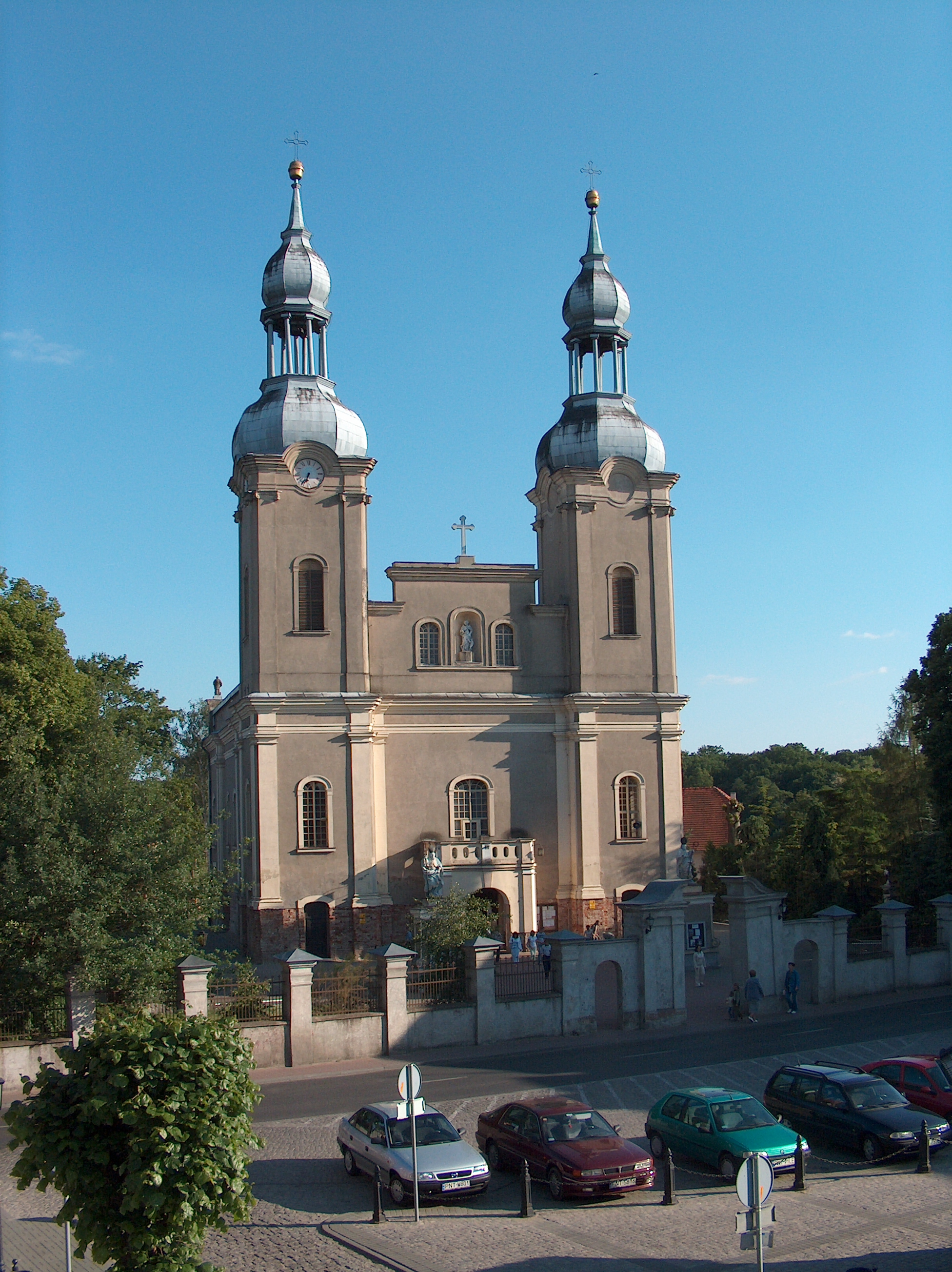
L'église de l'Assomption.
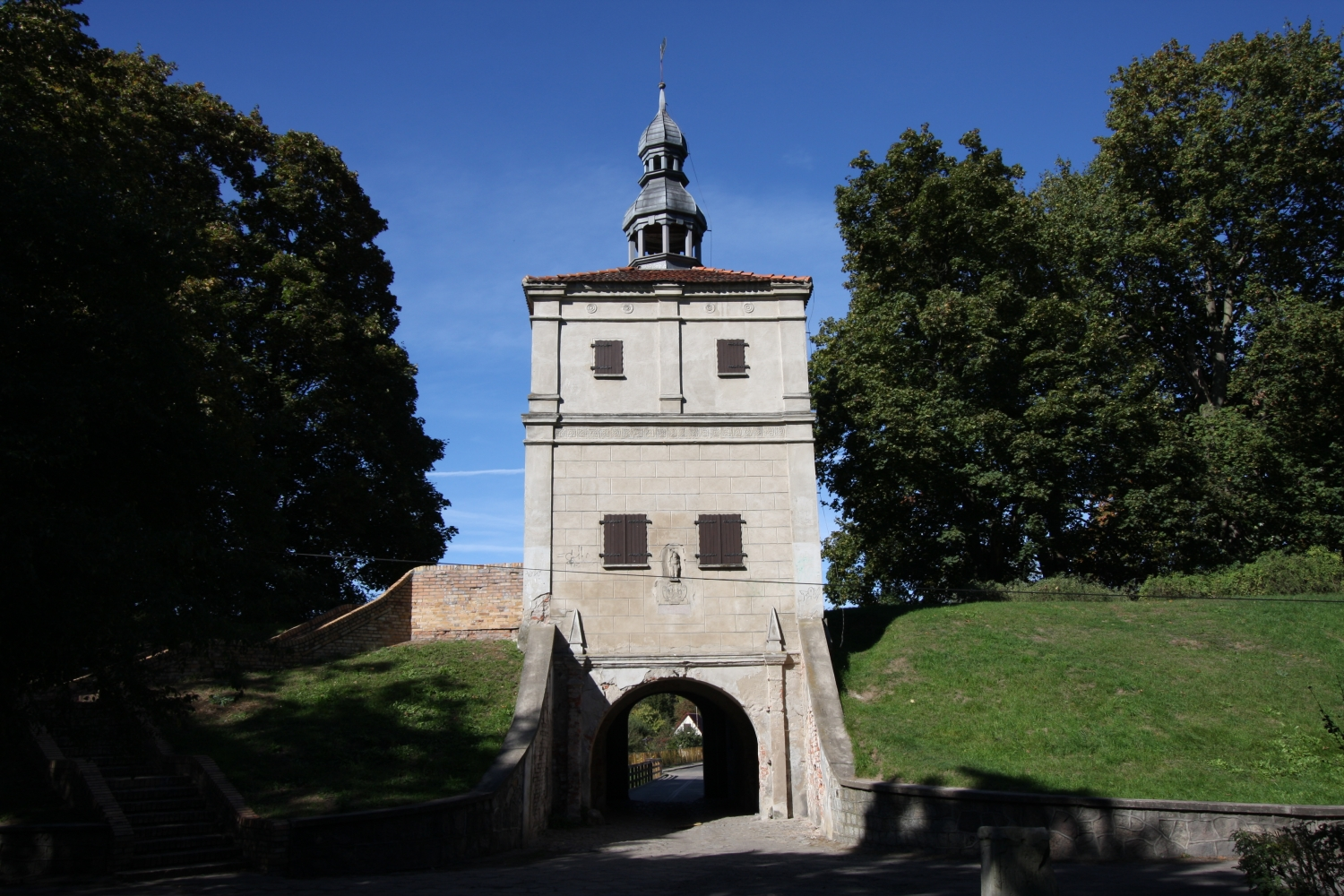
Le châtelet d'entrée du château.

## Voies de communication
La route voïvodale 302 (pl) (qui relie Brudzewo à Nowy Tomyśl) passe par la ville.

## Jumelage
La ville de Zbąszyń est jumelée avec :
- Brieskow-Finkenheerd (Allemagne) depuis 2004.

## Personnalités liées à la commune
- Marcin Czechowic (1532-1613), théologien protestant, représentant de l'unitarisme polonais ;
- Hans Petersson (1902-1984), mathématicien ;
- Stanisław Olejniczak (1938-2022), joueur de basket-ball.